# Again (清木場俊介の曲)
「again」（アゲイン）は、清木場俊介の通算16枚目となるシングル。2012年11月28日発売。

## 概要
前作「Fighting Man」から約3か月ぶりのリリースで、2012年第2弾となるシングル。アルバム『FIGHTING MEN』からの先行シングル。
「初回限定盤」「通常盤」の2形態（どちらもCDのみ）での発売。また「初回限定盤」「通常盤」で収録曲数が異なる（「初回限定盤」は4曲、「通常盤」は3曲）。
シングルは、2012年12月10日付のオリコン週間シングルランキングで20位を記録した。

## 収録曲
1. again [4:30]
（作詞・作曲：清木場俊介 / 編曲：弥吉淳二）
2. 夢から覚めても [3:03]
（作詞・作曲：清木場俊介）
アルバム未収録。
3. 想愛 [3:18]
（作詞：清木場俊介 / 作曲：川根来音 / 編曲：弥吉淳二）
2011年12月に開催された「CHRISTMAS CONCERT 2011 LOVE SONGS FOR WOMEN」で未発表曲として披露された楽曲[3]。
4. 二人で居よう(清木場俊介ver.) [5:27]
（作詞・作曲：清木場俊介 / 編曲：染谷俊 / ストリングス編曲：鎌田真吾）
初回限定盤のみ収録。アルバム『LOVE SONGS 〜BALLAD SELECTION〜』に収録された楽曲で、シン・ヘソンのコラボ曲のソロバージョン[3]。

## 参加ミュージシャン
| again - 清木場俊介：Vocal, Chorus - 佐治宣英：Drums - 小池ヒロミチ：Electric Bass - 弥吉淳二：Electric Guitar - 千葉純治：Organ - 大和田保紀：Programming 夢から覚めても - 清木場俊介：Vocal, Chorus - 野崎真助：Drums - 小池ヒロミチ：Electric Bass - 弥吉淳二：Electric Guitar - 千葉純治：Organ | 想愛 - 清木場俊介：Vocal, Blues Harp - 弥吉淳二：Acoustic Guitar 二人で居よう(清木場俊介ver.) - 清木場俊介：Vocal, Chorus - 野崎真助：Drums - スティング宮本：Electric Bass - 弥吉淳二：Acoustic Guitar, Electric Guitar - 染谷俊：Organ, Piano - 林こずえストリングス：Strings |

## 収録アルバム
again
- FIGHTING MEN
- 唄い屋・BEST Vol.1

想愛
- FIGHTING MEN